# Hraštice
Hraštice (německy Hraschtitz) je část obce Skuhrov nad Bělou v okrese Rychnov nad Kněžnou. Nachází se na západě Skuhrova nad Bělou. V roce 2009 zde bylo evidováno 32 adres. V roce 2001 zde trvale žilo 71 obyvatel.
Hraštice leží v katastrálním území Skuhrov nad Bělou o výměře 8,85 km2.

## Další fotografie

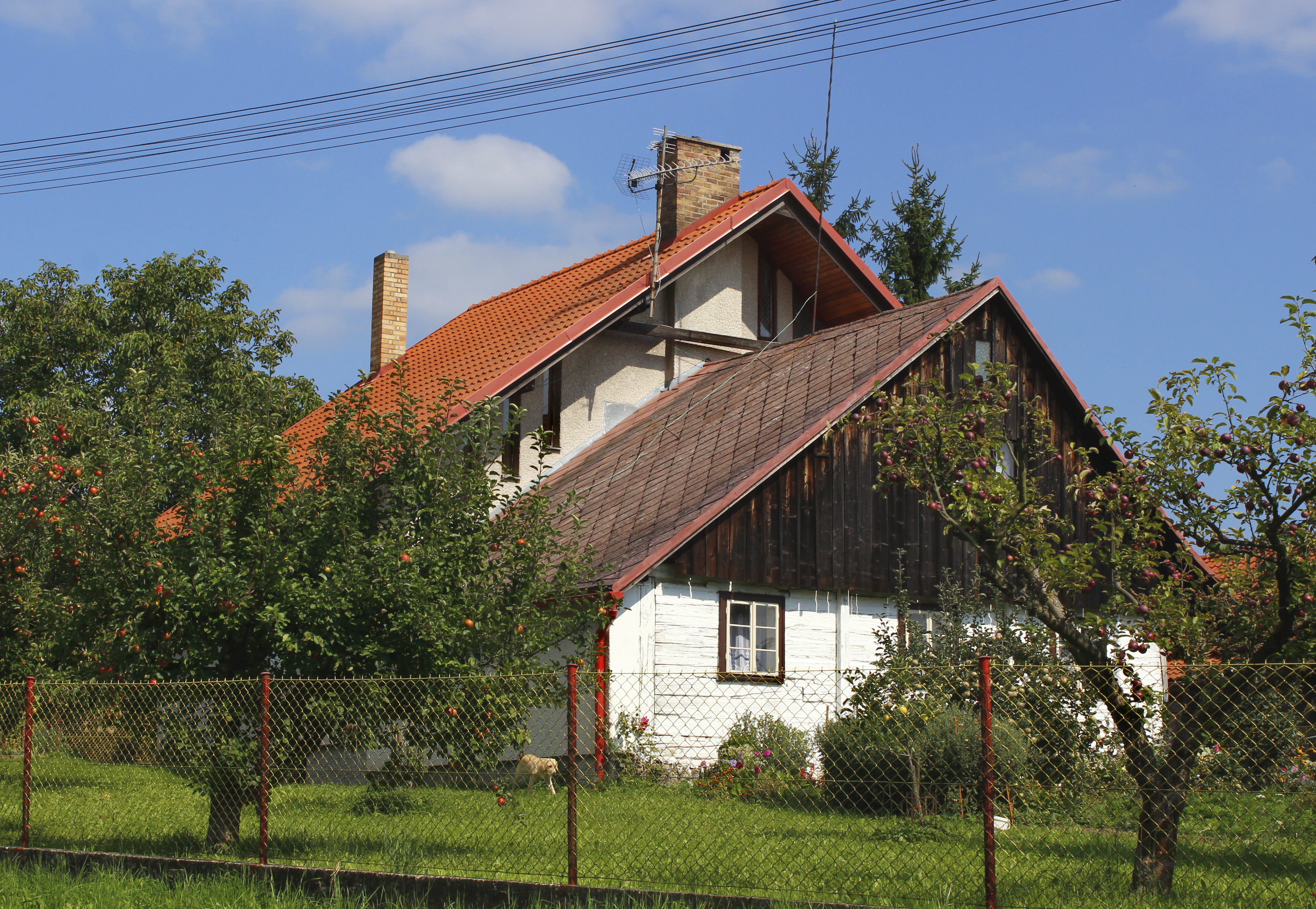
Přistavovaná chalupa
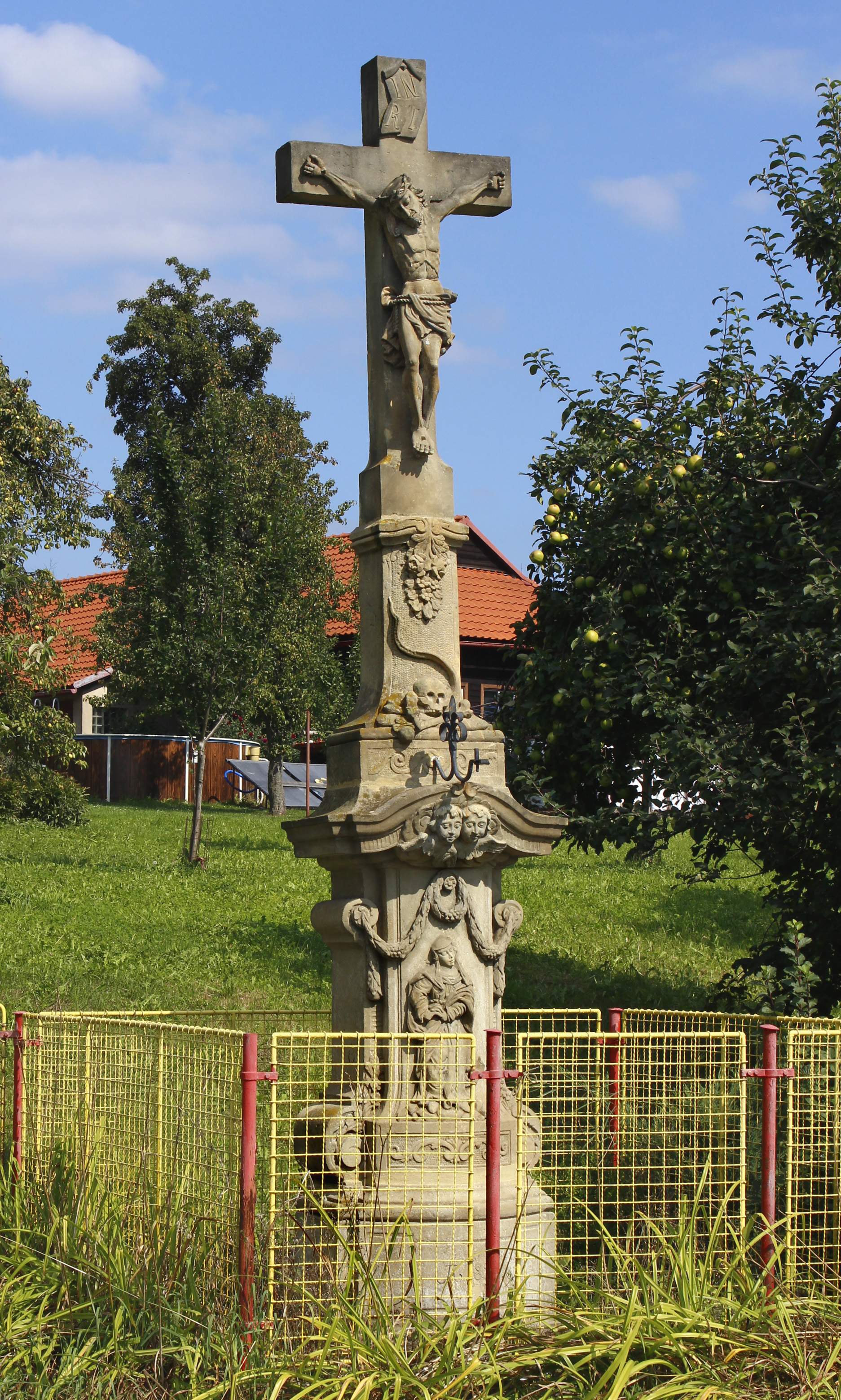
Křížek za plotem
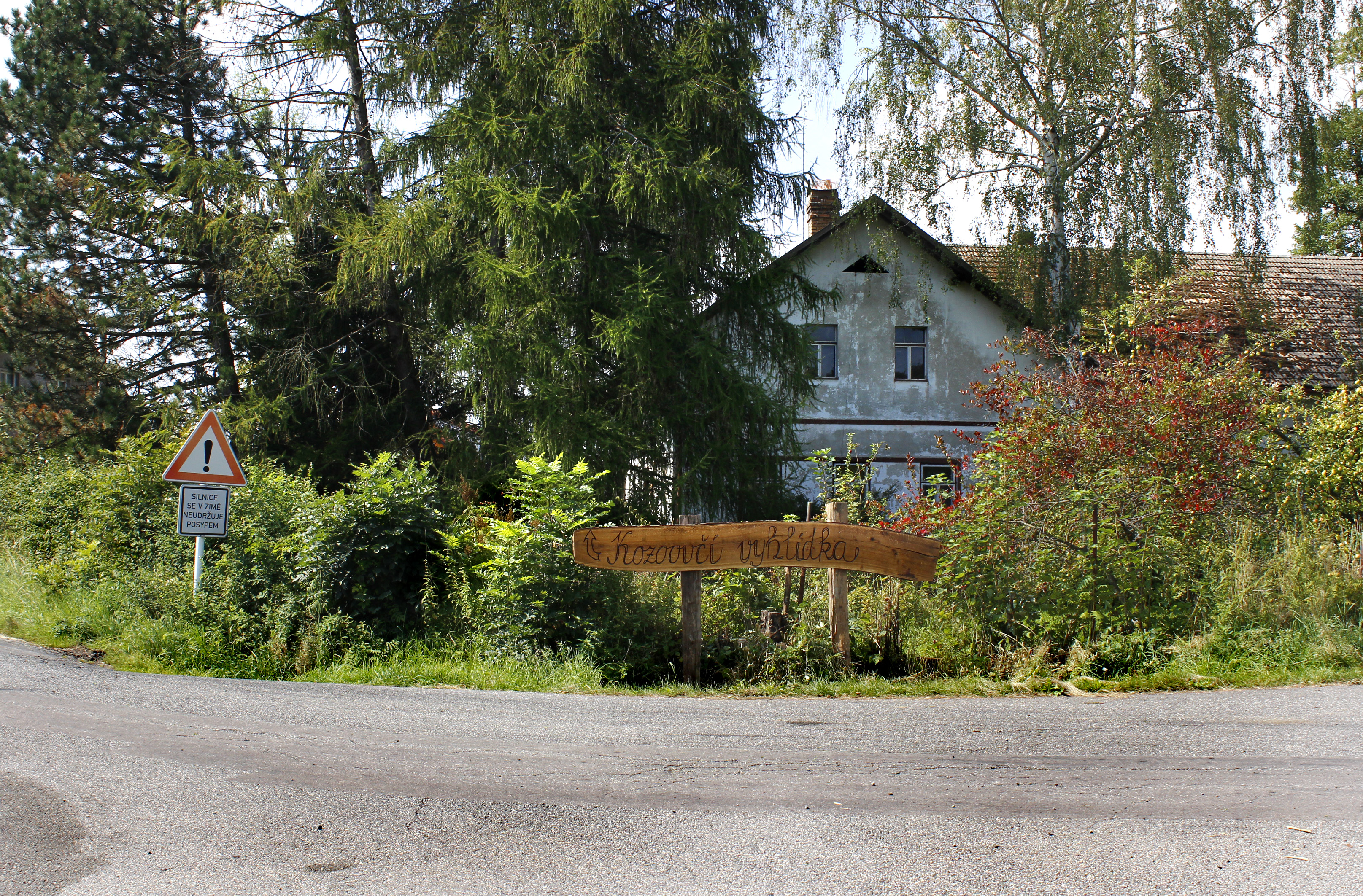
„Kozoovčí vyhlídka“ na křižovatce